# Calea ferată Rozdilna–Tiraspol–Tighina (Bender)
Rozdilna–Tiraspol–Tighina (Bender) este o cale ferată cu ecartament larg (rus) operaționalizată în intervalul 1869-1871, astăzi transfrontalieră, ce leagă via Cuciurgan nodurile feroviare  de la Tighina (cu conexiuni spre Iași și spre Galați), aflată în Republica Moldova și de la Rozdilna⁠(uk)[traduceți], aflat în Ucraina pe tronsonul feroviar Odesa–Jmerînka.
Segmentul dintre Rozdilna și Cuciurgan (Liman) este singurul electrificat, fiind în exploatarea Căii Ferate din Ucraina⁠(uk)[traduceți], în timp ce segmentul din Transnistria este în exploatarea Căii Ferate Transnistrene⁠(ru)[traduceți].
Comunicația feroviară a fost întreruptă în decursul timpului de mai multe ori: atât în perioada aprilie 1919-septembrie 1935, datorită distrugerii de către trupele române în contextul eșecului intervenției militare franceze în sudul Rusiei⁠(en)[traduceți], în 1919, a podului dintre Tighina (Bender) și Tiraspol, cât și cu începere din martie 2022, datorită distrugerii podului edificat peste râul Cuciurgan, de către trupele ucrainene, pentru a preveni o invazie rusă dinspre Republica Moldovenească Nistreană.

## Istoric

### Edificarea căii ferate

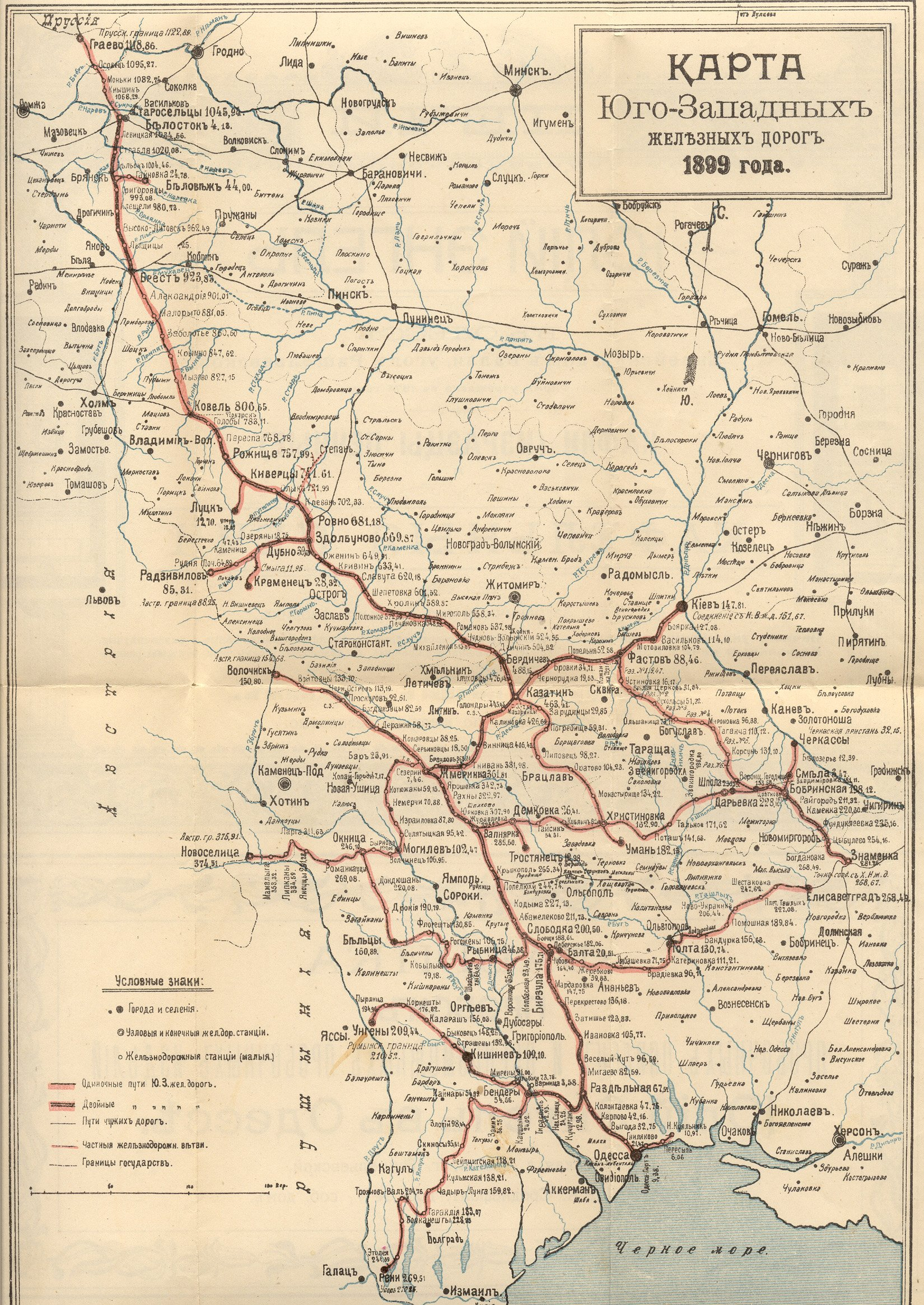
Harta căilor ferate de sud-vest din Imperiul Rus.

O legătură feroviare transfrontaliere destinată în special transportului de mărfuri, între imperiile rus și austriac, a devenit importantă vederea asigurării transporturilor comerciale spre portul Odesa (din perspectivă austriacă) și din motive strategice militare, dată fiind iminența unui nou război ruso-turc (din perspectivă rusă). Pe de altă parte, dezvoltarea economică a Basarabiei din secolul al XIX-lea a făcut necesară construcția unei căi ferate, care, să asigurea debușeul produselor acesteia spre cel mai apropiat port, aflat la Odesa. Pe acest fond, în 1844 a survenit propunerea arhitectului politicii imperiale ruse din Gubernia Basarabia, Mihail Semionovici Voronțov⁠(en)[traduceți], de construire a unei căi ferate care să lege Odesa de Parcani (localitate aflată lângă Tiraspol). În 1866, calea ferată deja ajunsese până la Odesa.
Este de remarcat că interesul comun ruso-austro-ungar de a avea pe de o parte Austro-Ungaria un debușeu la Marea Neagră, iar pe de altă parte Imperiul Rus o a doua legătură feroviară cu Europa Centrală, în plus față de cea prin Galiția, a fost completat de intersul Regatului României de a avea acces la la un port maritim, soluția accesului la portul Odesa fiind una intermediară, fezabilă până la construirea unui port propriu, gândit a fi edificat pe litoralul basarabean (aflat pe atunci în stăpânirea României).

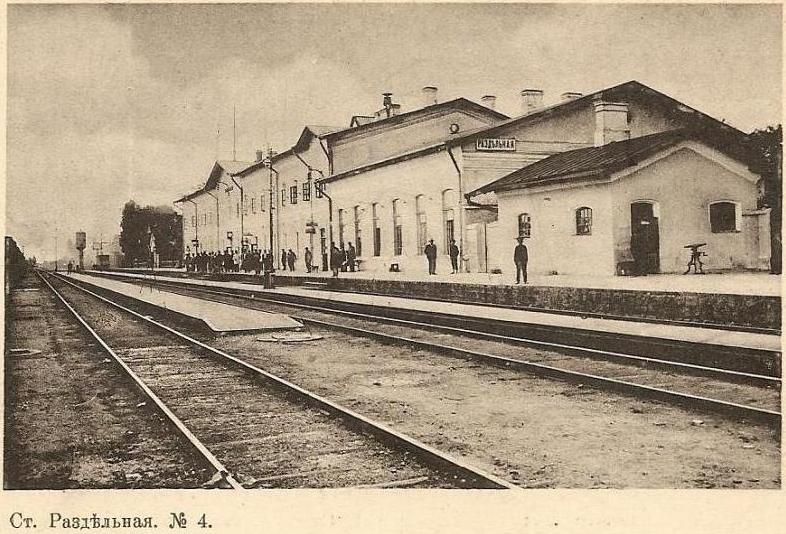
Staţia de cale ferată din Razdelnaia, aici în 1914.

În acest context, sub presiunea viitorului război ruso-turc, la la 14 august 1869 monarhii celor 2 imperii au stabilit în Crimeea, la Livadia, realizarea unei conexiuni via Iași–Ungheni–Chișinău–Tiraspol (pe traseul cel mai scurt), cu ecartament larg între Iași și Tiraspol. Ca atare, administrația rusă a decis prelungirea căii ferate care venea de la Odesa și trecea prin Rozdilna (Razdelnaia) spre Jmerînka, peste Nistru printr-o cale ferată dublă, care, să ajungă până la Chișinău. Astfel, au fost începute în același an lucrările la prima cale ferată basarabeană de către Compania de Cai Ferate Odesa – Kiev, care linie, urma să aibă traseul Odesa–Rozdilna–Cuciurgan–Tiraspol–Tighina (Bender)–Chișinău.
În același an (1869) calea ferată respectivă a ajuns la Tiraspol. Primul pod peste Nistru, la Tighina, a fost terminat în luna ianuarie 1871 și în același an, la 15/28 august 1871, primul tren a sosit în gara Chișinău. Patru ani mai târziu, la 1 iunie 1875, a fost inaugurat și ultimul tronson de cale ferată care completa traseul până la Ungheni, iar în luna noiembrie 1877 a fost finalizat un alt tronson de cale ferată între Tighina și Galați. Ambele căi ferate, care, se conectau în Tighina la comunicația spre Rozdilna, au servit la aprovizionarea frontului din Bulgaria în timpul Războiului Ruso-Turc din 1877–1878.

### Perioada celor două războaie mondiale

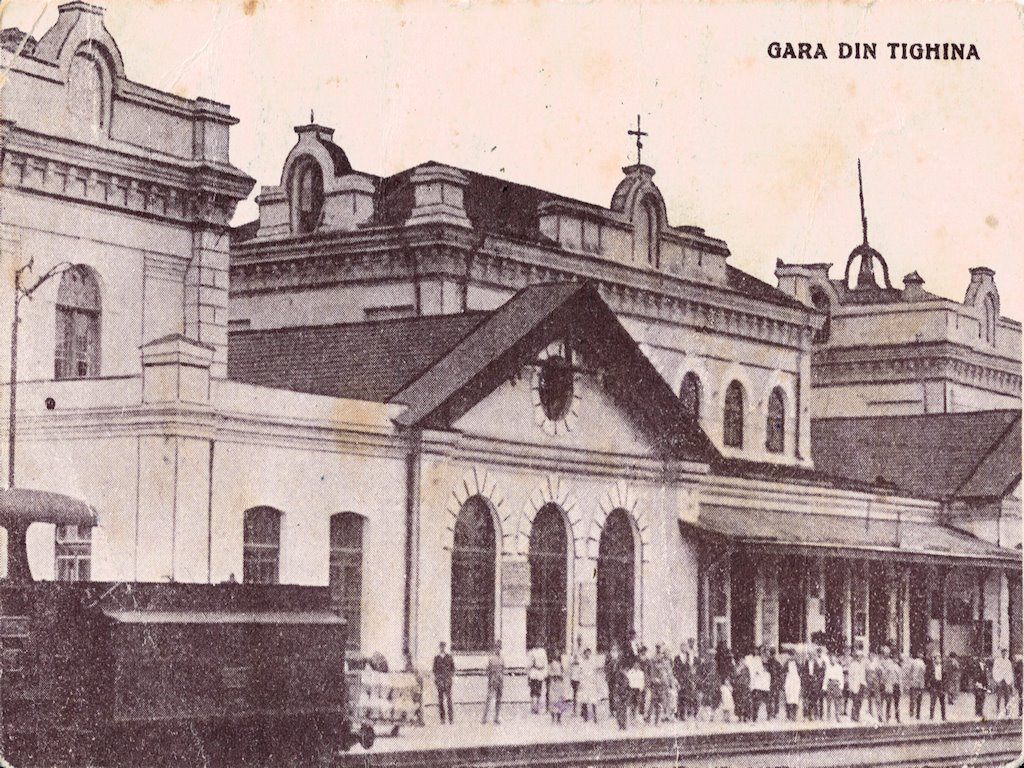
Gara din Tighina, aici în 1929.

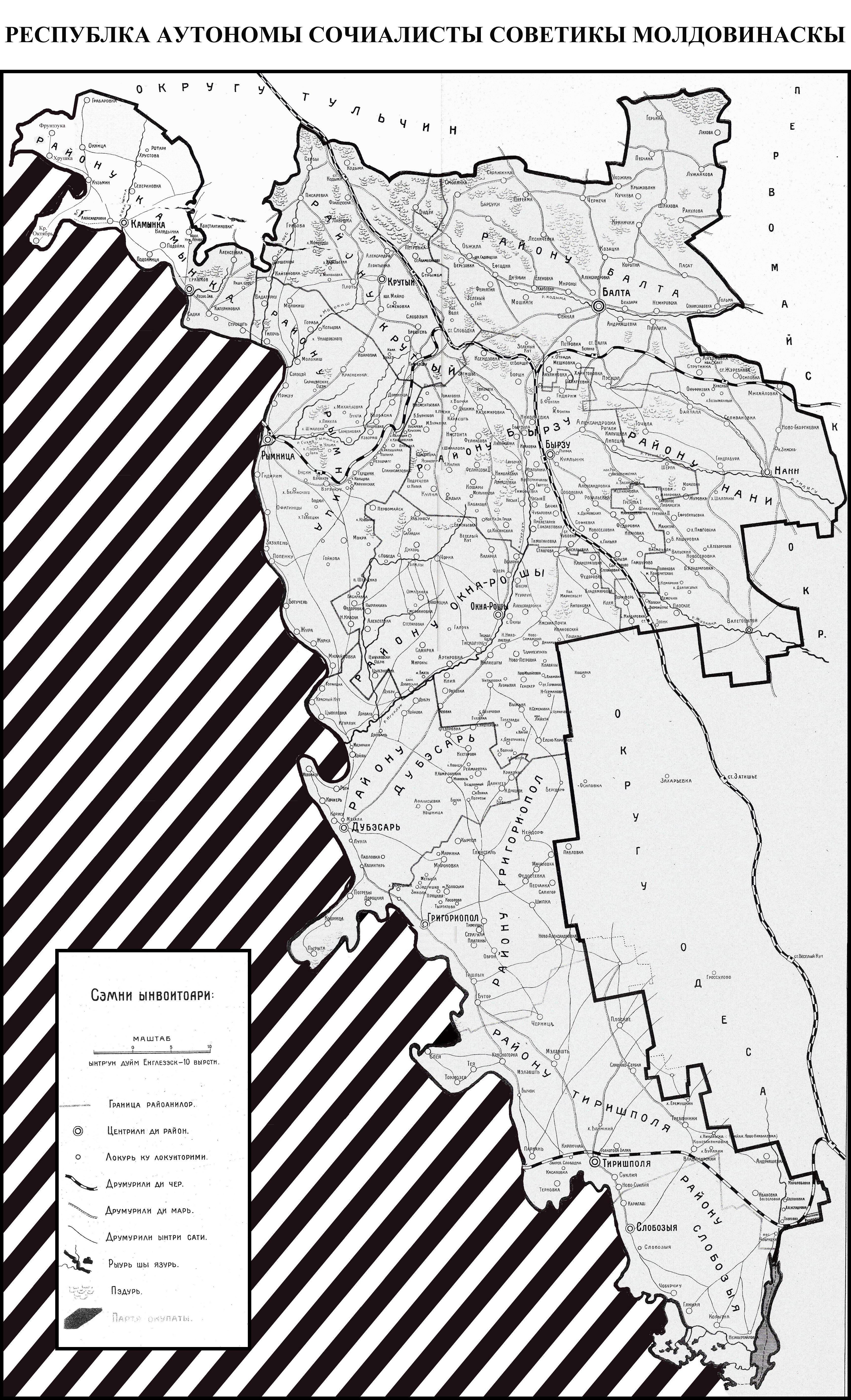
Tronsonul de cale ferată dintre Nistru și Rozdilna, aici în 1929.

În sprijinul trupelor franceze debarcate în sudul Rusiei⁠(en)[traduceți], la 21 martie/ 4 aprilie 1919 trupe românești de infanterie, sprijinite de propria artilerie și cavalerie, au ocupat Tiraspolul și nodul de cale ferată Rozdilna (Razdelnaia) dat fiind că la acel moment, apărarea Odesei depinde esențial de comunicația de cale ferată Tiraspol–Rozdilna (Razdelnaia)–Odesa. Eșecul intervenției franceze a determinat retragerea lor la Tiraspol și ulterior la Tighina, Armata Roșie ocupând Tiraspolul la 17 aprilie 1919. În aceeași zi, trupele române au aruncat în aer podul dintre Tiraspol și Tighina.
Urmărindu-se reluarea legăturilor feroviare între rețeaua C.F.R. și cea sovietică prin restabilirea conexiunii între Tighina și Tiraspol, s-a optat pentru construcția unui pod provizoriu care să înlocuiască porțiunile distruse ale vechiului pod și care, să susțină o cale de comunicație feroviară cu ecartament dublu, atât larg (pentru trenurile sovietice) cât și normal (pentru trenurile românești), între cele două stații. Lucrările au fost finalizate în luna septembrie 1935.

### Perioada URSS
La sfârșitul anilor 1980 a început electrificarea liniei, aceasta fiind finalizată numai pe tronsonul dintre Rodzilna și granița Ucrainei, la Cuciurgan, in timp ce pe tronsonul dintre Cuciurgan și Tighina au fost instalați doar stâlpii de suport ai rețelei electrice.

### După Războiul Rece

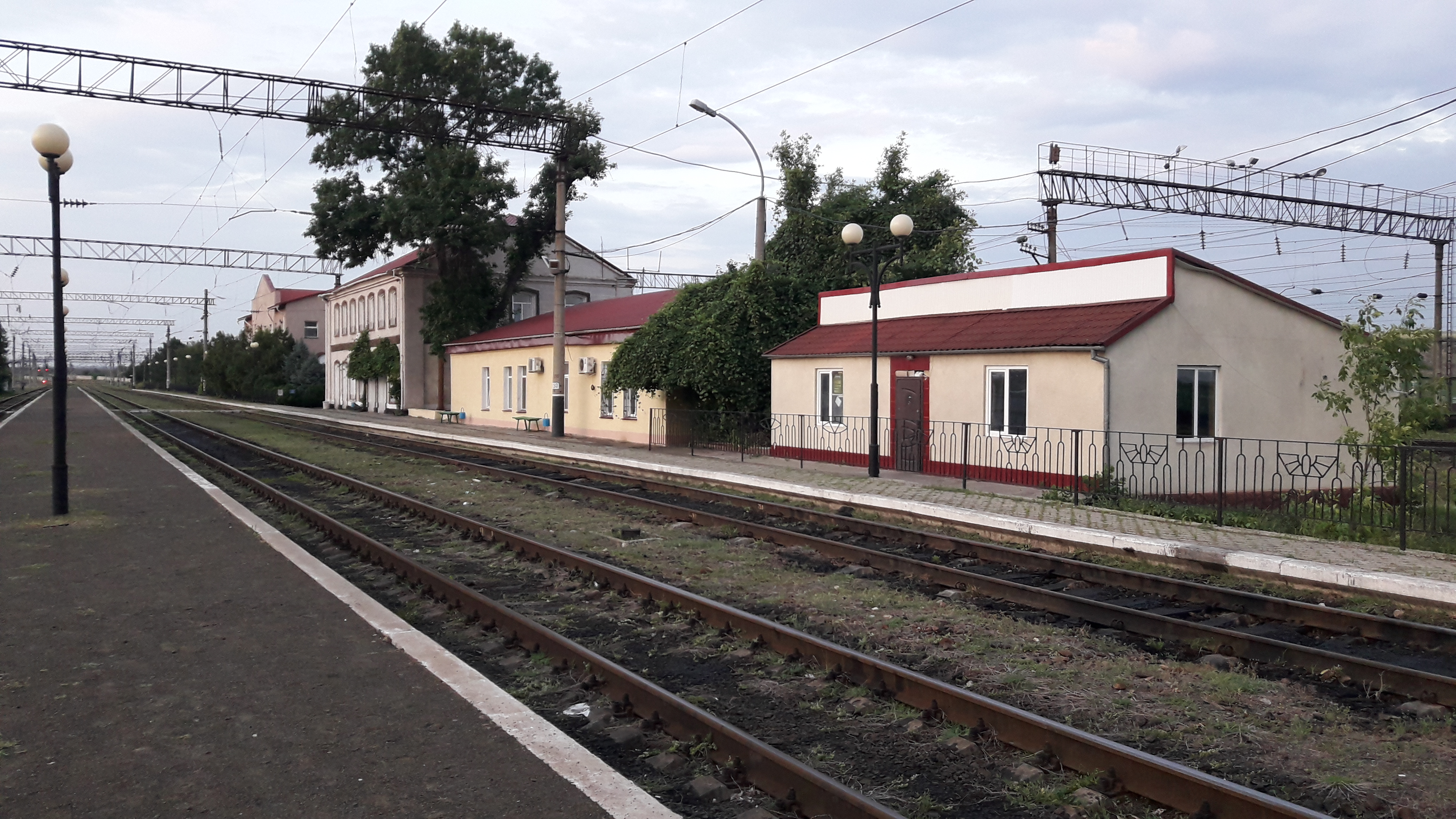
Stația de cale ferată Cuciurgan în 2019.

Ca efect al destrămării URSS, rețeaua de transport din zona Republicii Moldova s-a fragmentat, granița republicană dintre Moldova și Ucraina devenind graniță de stat. Mai mult, drept efect al secesiunii Transnistriei, Republica Moldova a pierdut controlul întregii rețele de transport aflată în cadrul respectivului teritoriu.
În contextul invadării Ucrainei de către Rusia, în luna martie 2022 podul de cale ferată edificat peste râul Cuciurgan a fost aruncat în aer de către militarii ucraineni, pentru a preveni o invazie rusă dinspre Republica Moldovenească Nistreană.

## Structură
Calea ferată este electrificată doar pe porțiunea dintre Rozdilna și Cuciurgan. Acest segment este în exploatarea Căii Ferate din Ucraina⁠(uk)[traduceți], în timp ce segmentul din Transnistria este în exploatarea Căii Ferate Transnistrene⁠(ru)[traduceți].

## Obiective feroviare

### Gara Rozdilna I
Articol principal Gara Rozdilna I⁠(uk)[traduceți]

### Gara Cuciurgan
Articol principal Gara Cuciurgan⁠(uk)[traduceți]

### Gara Tighina I

Obiective feroviare
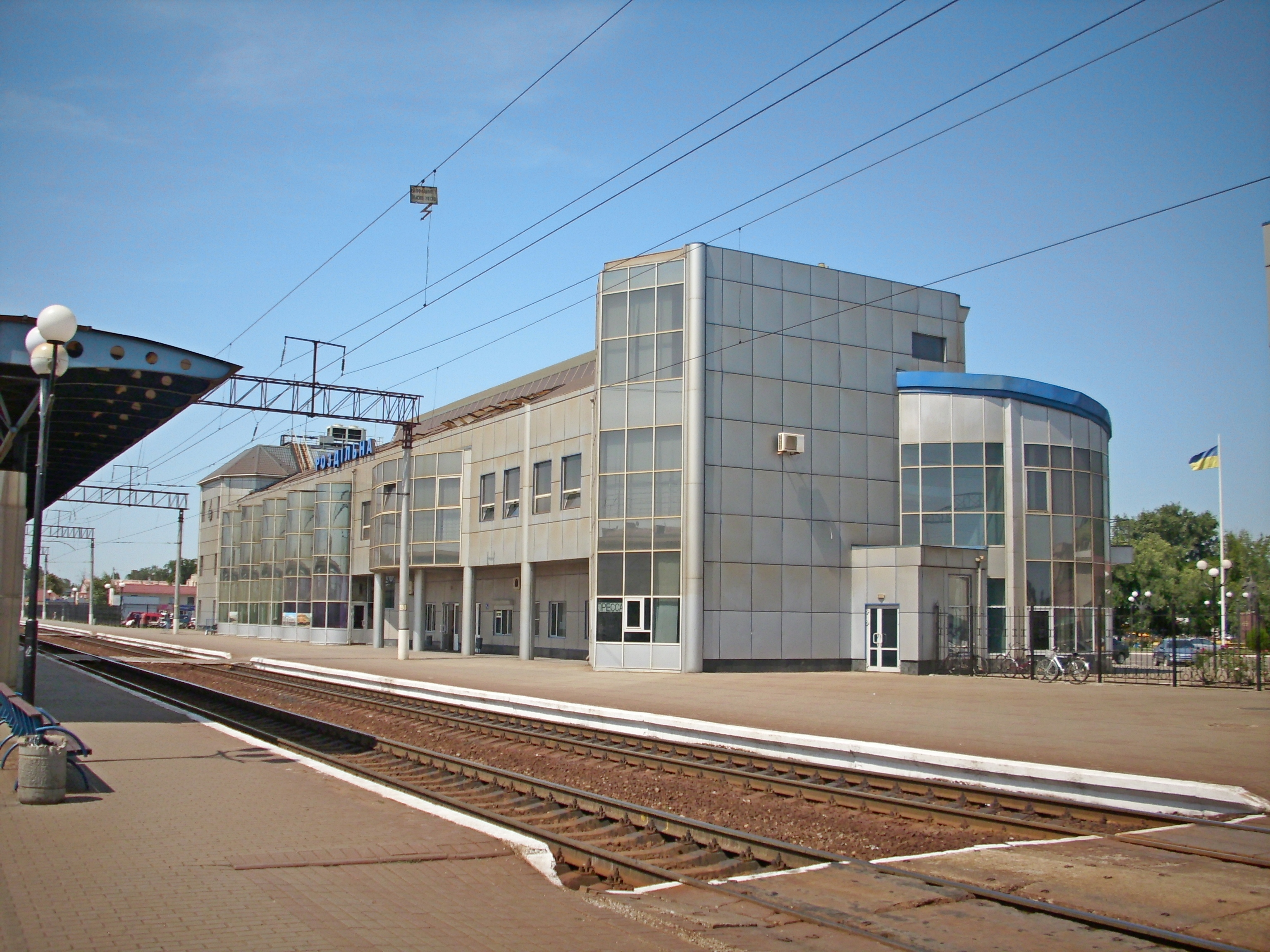
Gara Rozdilna
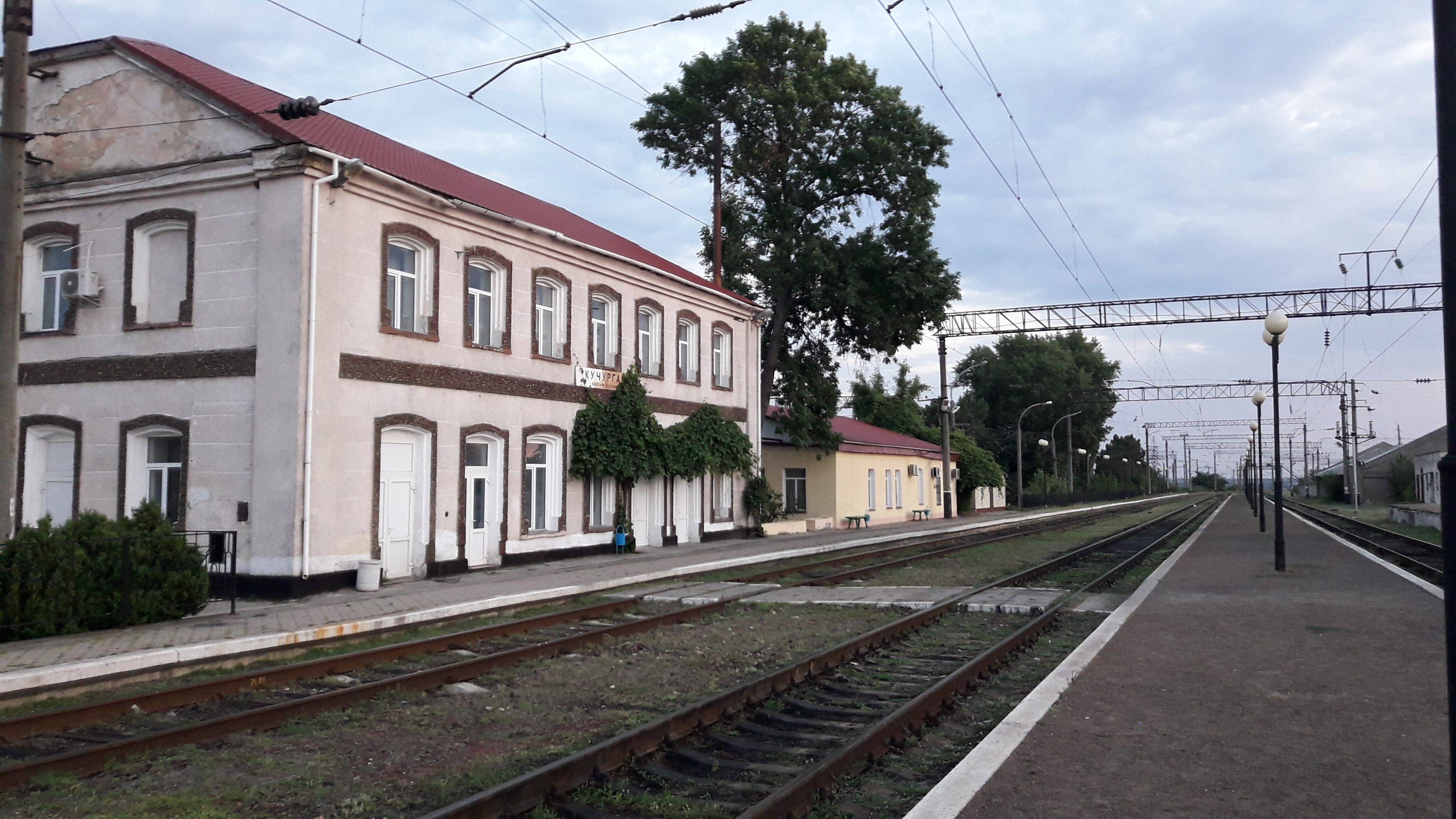
Gara Cuciurgan
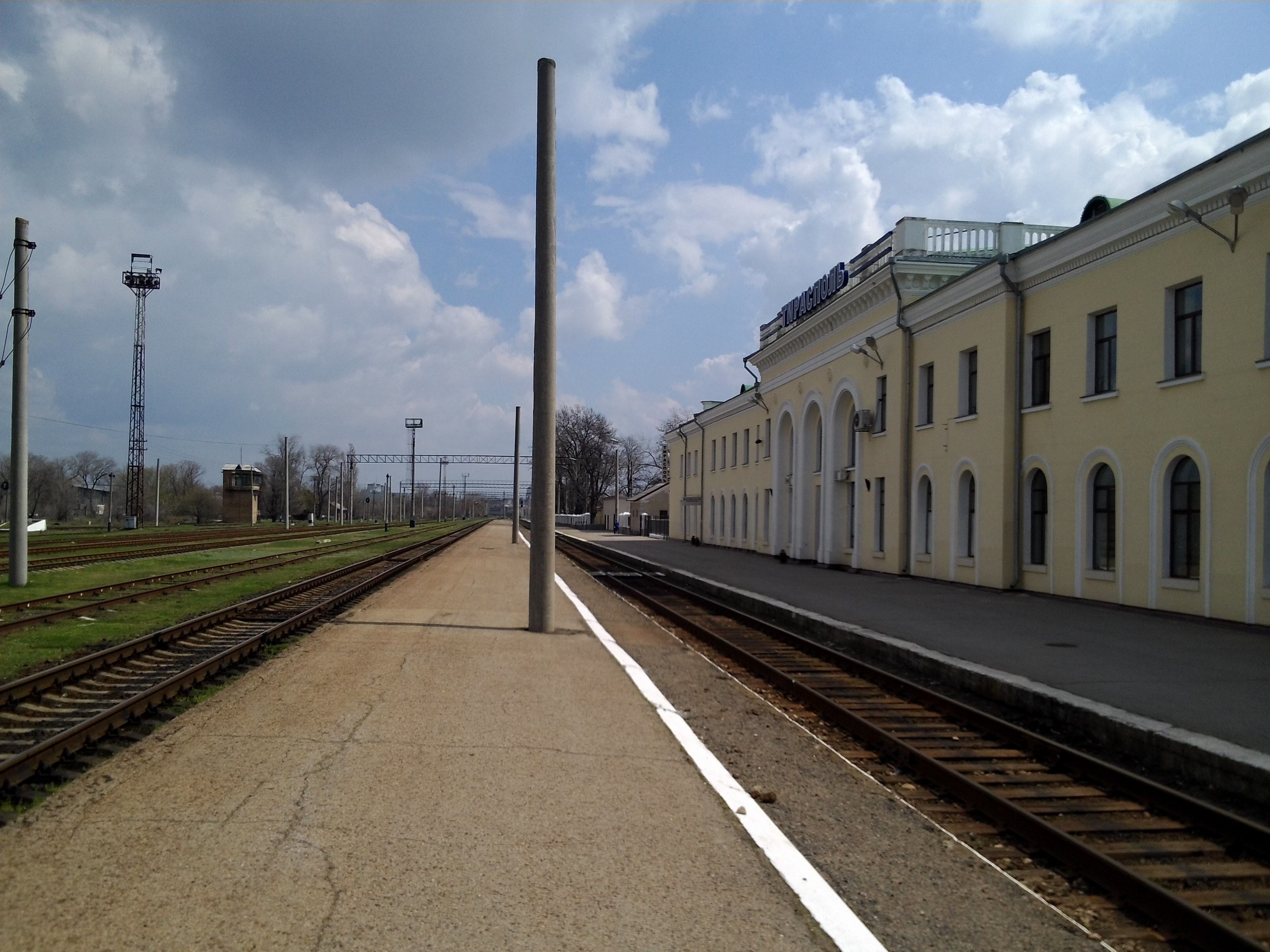
Gara Tiraspol
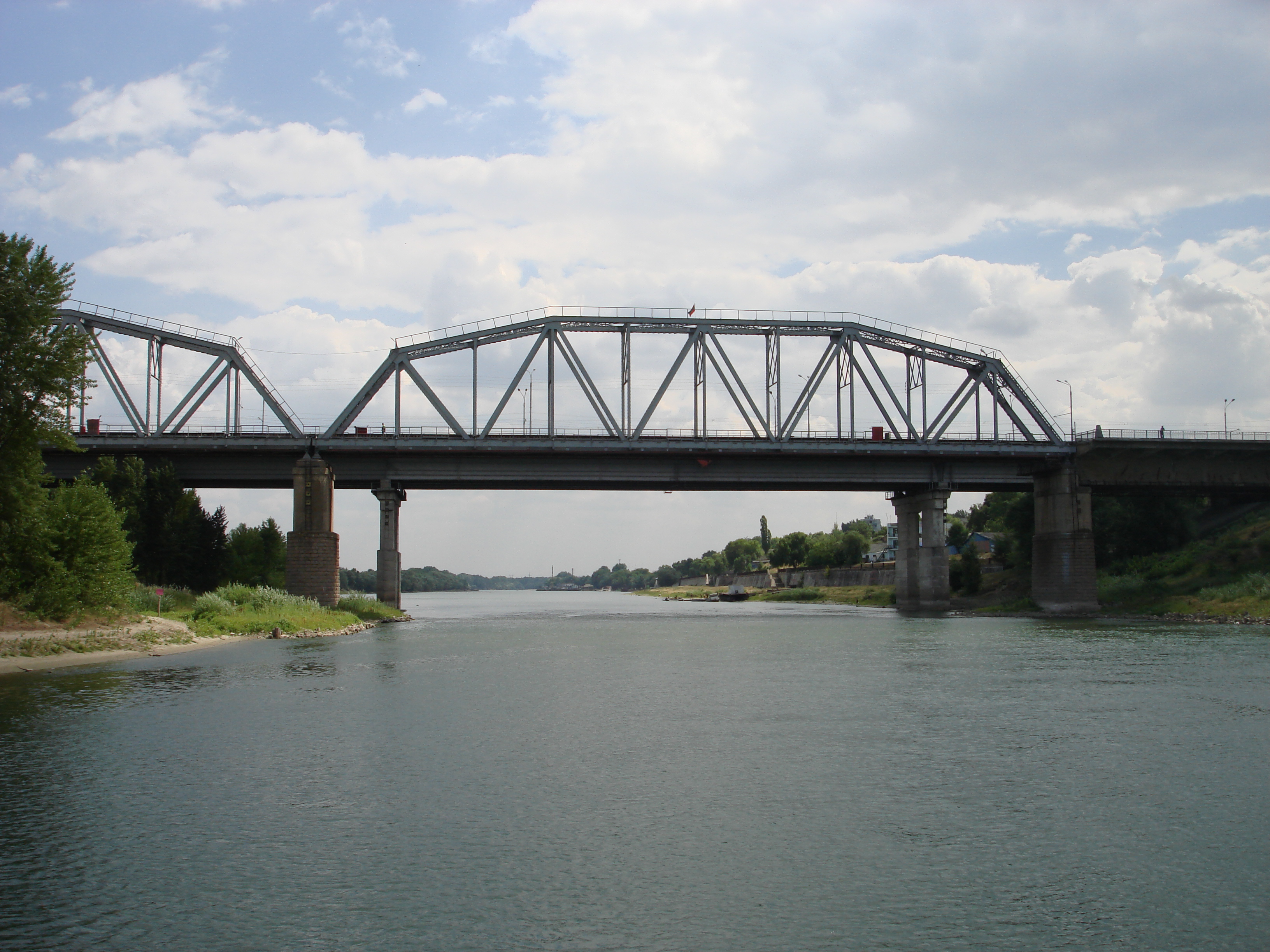
Podul dintre Tighina (Bender) și Tiraspol.
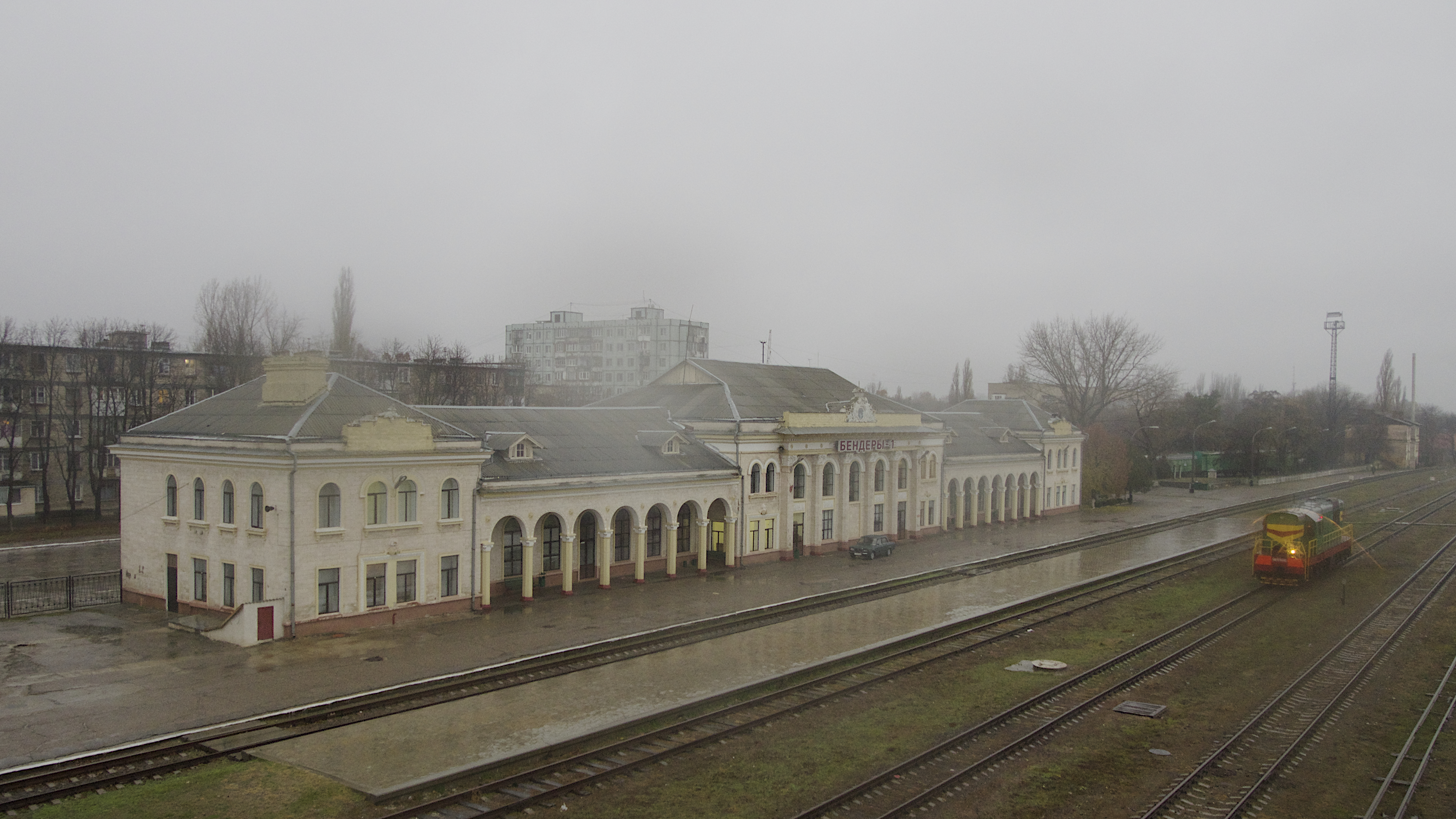
Gara Tighina